# Luboszów
Luboszów (niem. Lipschau) – osada w południowo-zachodniej Polsce, w województwie dolnośląskim, w powiecie bolesławieckim, w gminie Osiecznica. Leży w Borach Dolnośląskich, 600 metrów na południe od Autostrady A18, 12 kilometrów na północ od Osiecznicy, 22 km na północny zachód od Bolesławca oraz 120 km na zachód od Wrocławia. Według niektórych źródeł jest to najmniejsza wieś niesołecka w Polsce, zameldowane są w niej dwie osoby (przez długi czas była tylko jedna) i mieszkają także dwie osoby (z których jedna nie jest zameldowana). W rzeczywistości w Polsce istnieje kilkanaście miejscowości gdzie zameldowanych jest mniej mieszkańców.
Po raz pierwszy wieś była wzmiankowana w 1421. Na początku XVIII wieku została niemal całkiem zniszczona przez pożar, co przysporzyło długów jej właścicielowi. Luboszów ostatecznie został jednak odbudowany. Według danych z 1861 roku wieś zamieszkiwało 448 osób. Po II wojnie światowej niemal całkowicie opuszczona, gdyż teren miał być zajęty przez radziecki poligon w Świętoszowie. Nowy mieszkaniec wprowadził się w 1957 roku, wykupując od ówczesnej właścicielki najlepiej zachowany dom. Pozostałe budynki nie zostały zasiedlone i z czasem się rozpadły. Na początku lat 80. XX wieku osadę zelektryfikowano.
W latach 1975–1998 miejscowość należała administracyjnie do województwa jeleniogórskiego.
W miejscowości był przystanek kolejowy Luboszów.